# Драсмаркт
Драсмаркт (нім. Draßmarkt) — ярмаркова громада округу Оберпуллендорф у землі Бургенланд, Австрія.
Драсмаркт лежить на висоті  341 м над рівнем моря і займає площу  36,2 км². Громада налічує 1391 мешканців. 
Густота населення 38/км².  
|                                    |
| Драсмаркт на мапі округу та землі. |

Бургомістом міста є Рудольф Пфнайсль від Австрійської народної партії. Адреса управління громади:  7372 Draßmarkt. 

## Демографія
Історична динаміка населення міста за даними сайту Statistik Austria

## Виноски
1. ↑  Dauersiedlungsraum der Gemeinden Politischen Bezirke und Bundesländer - Gebietsstand 1.1.2018 — Статистичне управління Австрії.
2. ↑  Einwohnerzahl 1.1.2018 nach Gemeinden mit Status, Gebietsstand 1.1.2018 — Статистичне управління Австрії.
3. ↑  www.drassmarkt.at. Архів оригіналу за 27 лютого 2022. Процитовано 18 березня 2022.
4. ↑  Gemeindedaten von Draßmarkt. Архів оригіналу за 29 вересня 2007. Процитовано 4 листопада 2013.

| Австрія | Це незавершена стаття з географії Австрії. Ви можете допомогти проєкту, виправивши або дописавши її. |